# Tysaasjvan (plaats)
Tysaasjvan (Oekraïens: Тисаашвань) is een dorp in de rajon Oezjhorod in het westen van de Oekraïense provincie Transkarpatië. Van 1945-1995 had het dorp de naam: Minjeralnoje.

## Het huidige dorp
Tysaasjvan had in 2001 852 inwoners. 95,7% van deze inwoners had een Hongaarse achtergrond. Ten noordwesten van het dorp ligt een dode arm van de rivier de Tisza, die ten zuiden van het dorp de grens met Hongarije vormt. De naam van deze rivier zit in de plaatsnaam. Ten noorden van het dorp loopt de T0707. Daar zijn ook de uitlopers van het rangeerterrein van Tsjop.

## De nabije omgeving
De onderstaande figuur toont de Tysaasjvan omringende dorpen.
- Ten noordoosten van Tysaasjvan ligt aan een dode tak van de rivier de Tisza het dorpje Tsjervone (Oekraïens: Червоне).
- Ten zuidoosten van Tysaasjvan ligt aan de rivier de Tisza, die de grens met Hongarije vormt, het dorpje Tysaoejfaloe (Oekraïens: Тисауйфалу).